# Erythrocebus patas
Erythrocebus patas là một loài động vật có vú trong họ Cercopithecidae, bộ Linh trưởng. Loài này được Schreber mô tả năm 1775.

## Hình ảnh

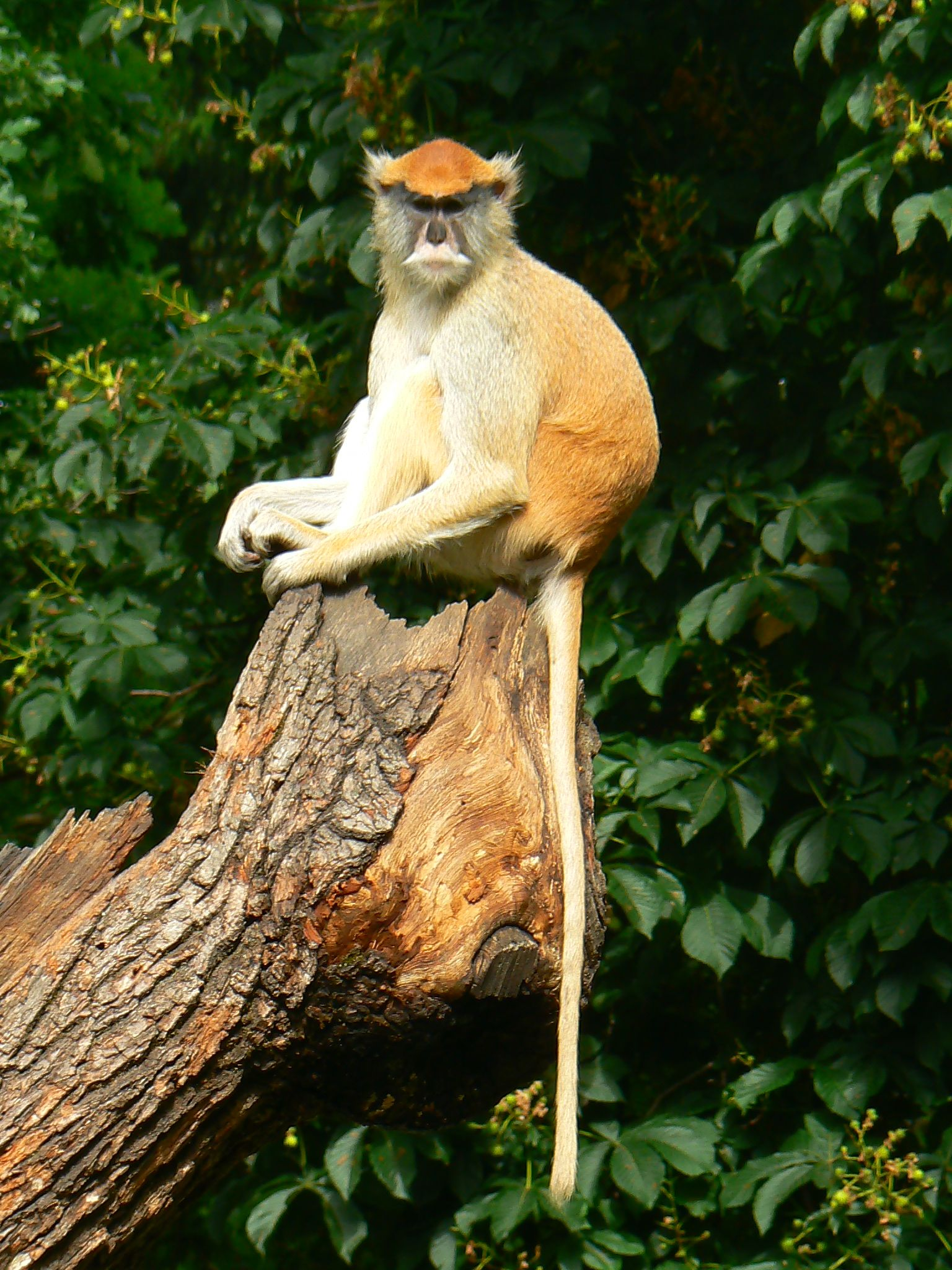
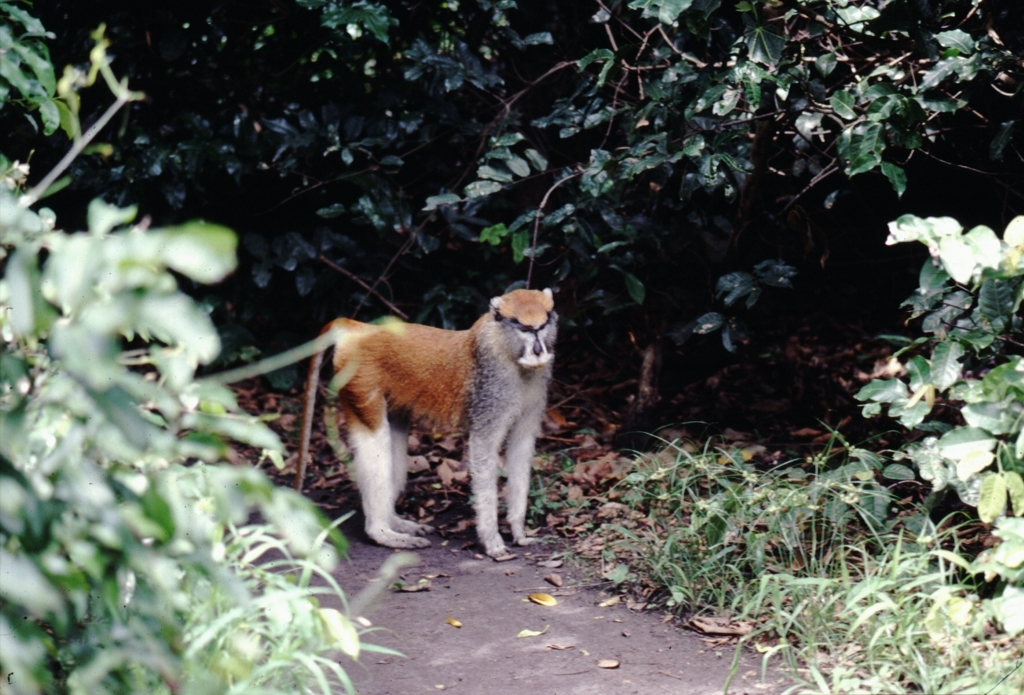
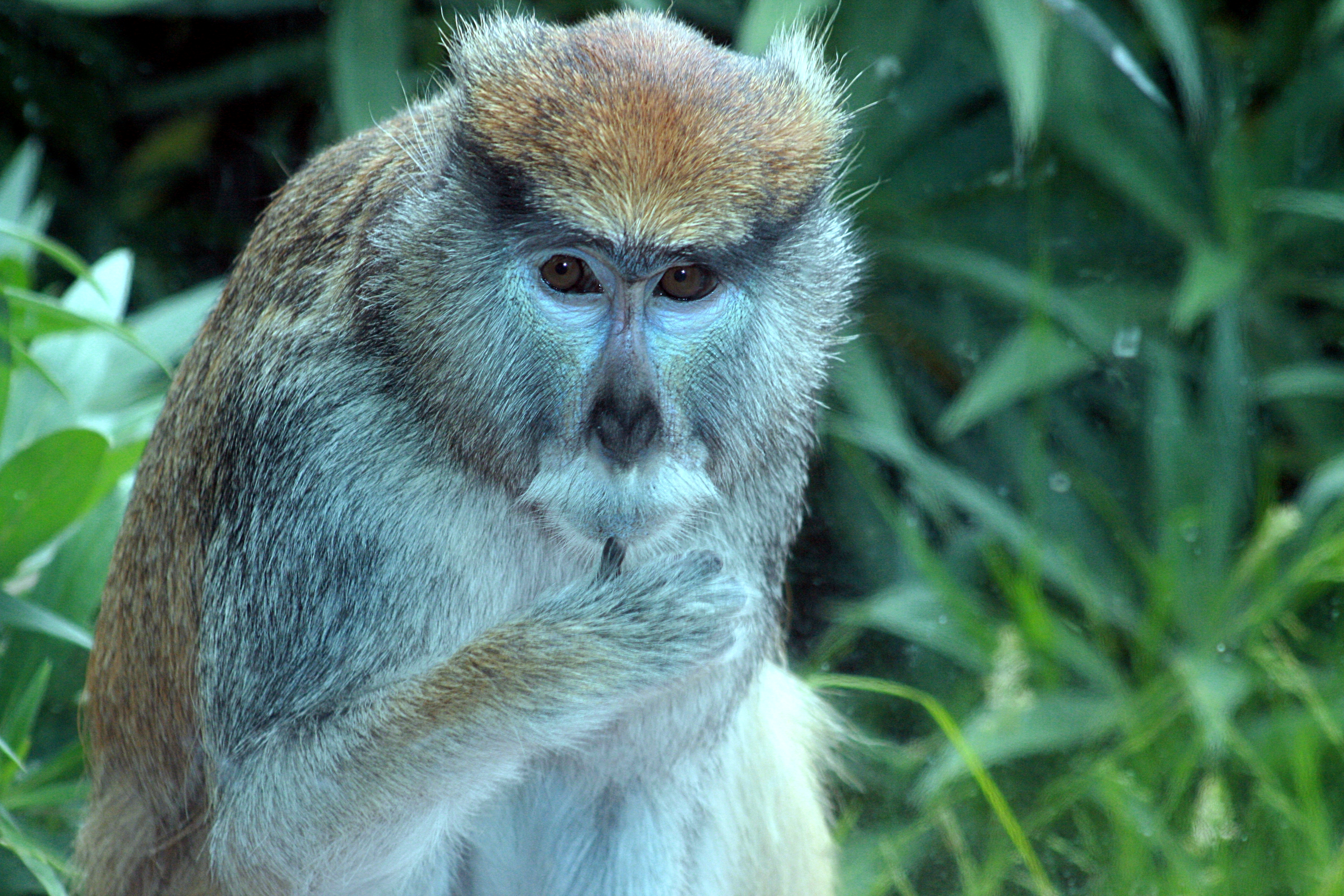
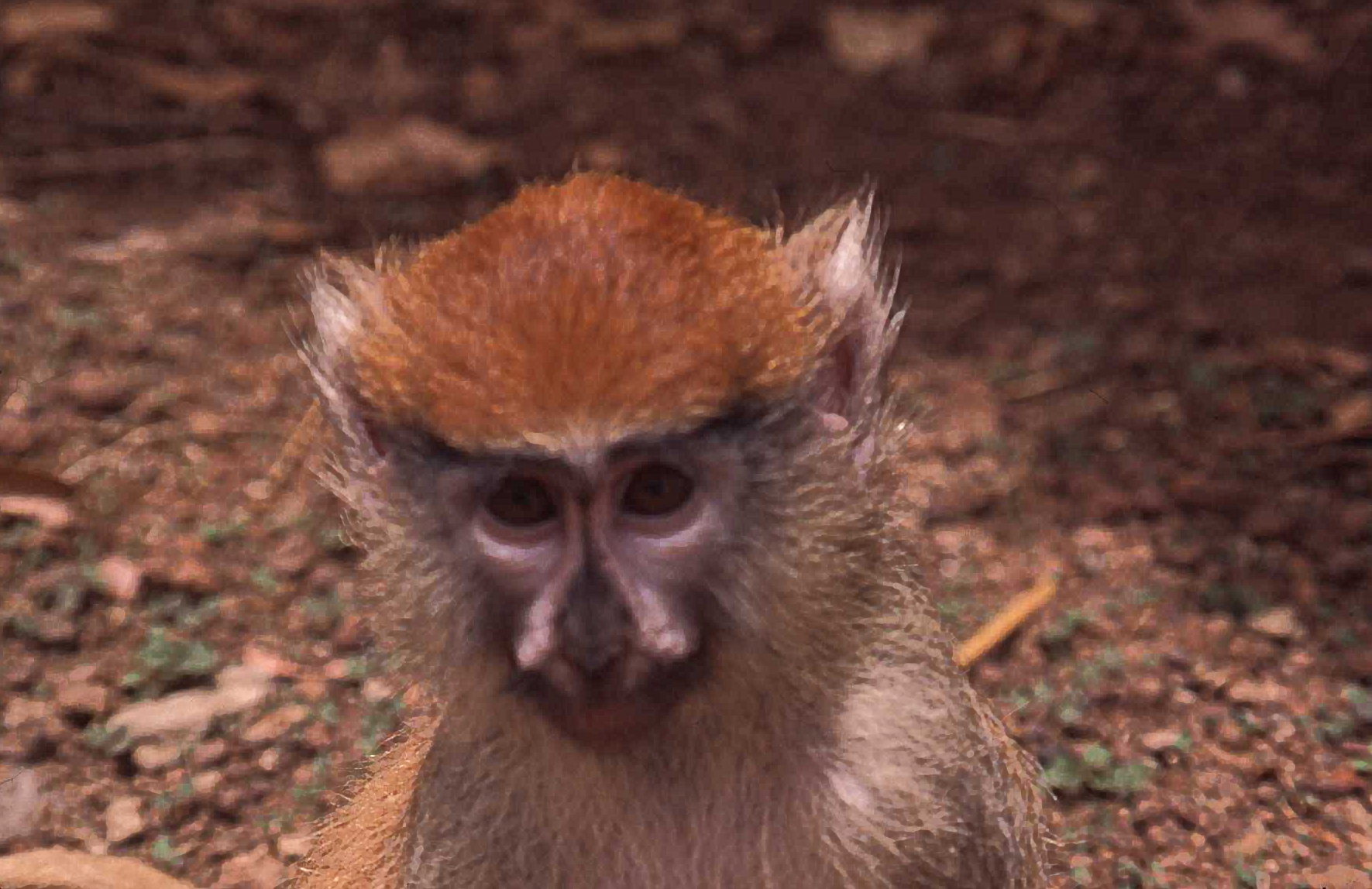